# بی‌هنجاری مغناطیسی

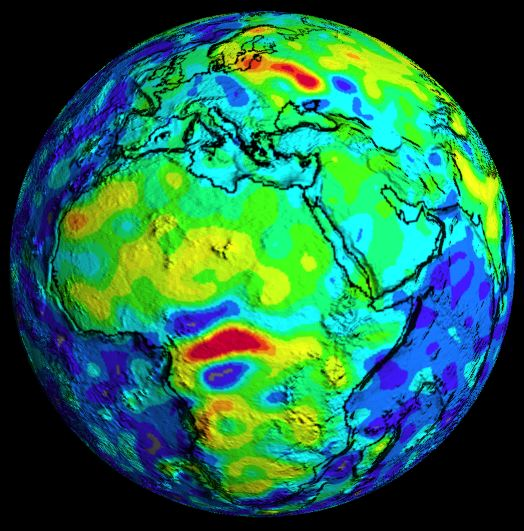
بی‌هنجاری مغناطیسی بانگویی در مرکز آفریقا و بی‌هنجاری مغناطیسی کورسک در شرق اروپا (هردو به رنگ قرمز)

در ژئوفیزیک، بی‌هنجاری مغناطیسی (انگلیسی: Magnetic anomaly) به دگرگونی و تغییر محلی در میدان مغناطیسی زمین گفته می‌شود که ناشی از تغییرات در شیمی یا مغناطیس سنگ‌ها است. نقشه‌برداری از تغییرات در یک منطقه در تشخیص ساختارهای زمین‌شناسی پنهان‌شده توسط مواد پوشاننده ارزشمند است. دگرگونی مغناطیسی (وارونگی زمین‌مغناطیسی) در نوارهای متوالی کف اقیانوس و موازی با پشته‌های میانی اقیانوس شاهدی مهم در تأیید گسترش بستر اقیانوس بود که مفهومی مهم در نظریه زمین‌ساخت صفحه‌ای به‌شمار می‌رود.

## اندازه‌گیری
به‌طور کلی بی‌هنجاری‌های مغناطیسی کسر کوچکی از میدان مغناطیسی هستند. محدوده کل میدان مغناطیسی بین ۲۵٬۰۰۰ تا ۶۵٬۰۰۰ نانوتسلا (nT) است. مغناطیس‌سنج‌ها برای اندازه‌گیری بی‌هنجاری‌ها به حساسیت ۱۰ نانوتسلا یا کمتر نیاز دارند. سه نوع اصلی مغناطیس‌سنج برای اندازه‌گیری بی‌هنجاری‌ها مغناطیسی به‌کار می‌رود:: 162–164 : 77–79 
- مغناطیس‌سنج fluxgate که در طول جنگ جهانی دوم برای شناسایی زیردریایی‌ها ساخته شد.[۴]: 75 [۵]  این نوع مغناطیس‌سنج قطعه را در امتداد یک محور خاص از حسگر اندازه‌گیری می‌کند، بنابراین نیاز به جهت‌گیری دارد. در خشکی، اغلب به صورت عمودی جهت‌گیری می‌شود، در حالی که در هواپیماها، کشتی‌ها و ماهواره‌ها معمولاً جهت‌گیری می‌شود بنابراین محور آن در جهت میدان است. این ابزار میدان مغناطیسی را به‌طور مداوم اندازه‌گیری می‌کند اما در طول زمان تغییر می‌کند. یکی از راه‌های تصحیح آن، انجام اندازه‌گیری‌های مکرر در همان مکان در طول نقشه‌برداری‌ است.[۳]: 163–165 [۴]: 75–77
- مغناطیس‌سنج پروتونی که قدرت میدان را می‌سنجد اما جهت آن را نمی‌سنجد، بنابراین نیازی به جهت‌گیری نیست. هر اندازه‌گیری یک ثانیه یا بیشتر طول می‌کشد. از این ابزار در اکثر بررسی‌های زمینی به جز برای گمانه‌ها و نقشه‌برداری‌های گرادیان‌سنجی با وضوح بالا استفاده می‌شود.[۳]: 163–165 [۴]: 77–78
- مغناطیس‌سنج پمپاژ نوری که از گازهای قلیایی (معمولاً روبیدیم و سزیم) استفاده می‌کنند. این دستگاه‌ها دارای نرخ نمونه بالا و حساسیت ۰٫۰۰۱ نانوتسلا یا کمتر داشته اما گران‌تر از انواع دیگر مغناطیس‌سنج‌ها هستند. از این دستگاه‌ها در ماهواره‌ها و در اکثر نقشه‌برداری‌های هوامغناطیسی استفاده می‌شود.[۴]: 78–79